# Irineu Sílvio Wilges
Irineu Sílvio Wilges, O.F.M. (Santa Cruz do Sul, 3 de outubro de 1936 - Porto Alegre , 17 de novembro de 2022) foi um religioso católico brasileiro, bispo-emérito de Cachoeira do Sul.

## Biografia
Iniciou seus estudos no distrito de Linha Pinheiral, onde cursou os estudos primários, de 1943 a 1948. Após, continuou sua formação no Seminário de Taquari, no ano de 1949, concluindo o primeiro e o segundo graus. Ingressou na Ordem dos Frades Menores, no dia 1 de fevereiro de 1956 e no mesmo ano fez o noviciado, em Daltro Filho, onde também cursou filosofia por dois anos. Estudou teologia, de 1959 a 1962, em Divinópolis, Minas Gerais, lugar onde professou solenemente no dia 2 de fevereiro de 1960. Foi ordenado sacerdote em 15 de julho de 1962, em Divinópolis. Em 1963 fez o quinto ano de pastoral, em Belo Horizonte.
Foi assistente da JAC, nas paróquias de Vila Progresso, de Vila Sério, ambas no município de Lageado, e de Pouso Novo, no município de Arroio do Meio, e vigário paroquial da paróquia São Cristóvão, em Lageado, em 1964; de lá foi trabalhar em Vila Progresso, Lageado, em 1965, como pároco; em 1966 foi transferido para Ernestina, com a mesma função. Cursou doutorado, de outubro de 1966 a 1970, em teologia dogmática, em Roma.
De 1971 a 1984 foi professor de teologia fundamental e revelação; cultura religiosa (coordenador do departamento durante cinco anos); orientador religioso no Colégio La Salle, em Canoas, de 1973 a 1983; professor na PUCRS nos anos de 1995 e 1996; professor de teologia e espiritualidade franciscana, no Cairo, Egito.
Na ordem franciscana exerceu as seguintes funções: mestre de teólogos e filósofos, em Porto Alegre, de 1971 a 1973; definidor provincial, de 1972 a 1975; vigário provincial, de 1978 a 1984; ministro provincial, de 1983 a 1985; definidor geral da ordem, em Roma, de 1985 a 1991, ano sabático em Jerusalém, de outubro de 1991 a junho de 1992. 
Vigário paroquial na paróquia São Cristóvão, em Lajeado, em 1993; vigário paroquial na paróquia São Francisco, em Porto Alegre, de 1994 e 1995; e pároco da mesma paróquia de 1995 a 2000. Capelão do Mosteiro São Damião das Clarissas, em Porto Alegre, de 1994 a 2000.
Foi nomeado pelo Papa João Paulo II, no dia 14 de junho de 2000, como Bispo da Diocese de Cachoeira do Sul e sendo ordenado na Catedral Metropolitana de Porto Alegre, aos 12 de agosto de 2000, pelo Cardeal Aloísio Lorscheider.
No dia 28 de novembro de 2011 o Papa Bento XVI aceitou o seu pedido de renúncia como bispo da Diocese de Cachoeira do Sul, por limite de idade.
Faleceu em 17 de novembro de 2022 na cidade Porto Alegre onde residia na Fraternidade Monte Alverne, de Porto Alegre, ligado a Província de São Francisco no Brasil.

## Lema e brasão
- Lema: Paz e Alegria no Espírito Santo. São Paulo escreve aos romanos: “o reino de Deus não é questão de comida ou bebida; é justiça, paz  e alegria no Espírito Santo” (Rm 14, 17); a) Paz: anunciar o Reino de paz é a missão que Deus dá ao bispo. Paz com Deus. Paz comigo. Paz com os irmãos na fé. Paz com os irmãos de outras religiões. Paz com os irmãos ateus. Paz com a natureza. A paz é conquista, mas principalmente dom de Cristo ressuscitado, que devemos pedir. “A paz esteja convosco”. Aliás, o nome Irineu (no grego Ιρινευ), significa paz; b) Alegria: Jesus veio para anunciar a Boa Notícia da libertação e para proclamar a Ano Jubilar (Lc 4, 18-22); c) Espírito Santo: Quando Jesus deseja a paz aos discípulos, Ele acrescenta: “Recebei o Espírito Santo” (Jo 20, 19-23).
- Brasão: a) a pomba: simboliza o Espírito Santo; b) o tau: é a cruz de São Francisco; c) o campo: indica o lugar que nos fornece os frutos para o sustento; d) a água: simboliza a vida; e) a cidade: lembra o desafio da pastoral urbana.

## Livros
1. História e Doutrina do Diaconato
2. Cultura Religiosa: As religiões do mundo
3. Cultura Religiosa: temas religiosos atuais